# Teredo bartschi
Teredo bartschi is een tweekleppigensoort uit de familie van de Teredinidae. De wetenschappelijke naam van de soort is voor het eerst geldig gepubliceerd in 1923 door Clapp.

## Verspreiding
Teredo bartschi behoort tot de familie Teredinidae, dit zijn sterk gemodificeerde weekdieren die zijn aangepast om in hout te boren. Hoewel deze soort voor het eerst werd beschreven vanuit het zuidoosten van de Verenigde Staten met type-exemplaren uit Tampa (Florida) is het wijdverbreid in tropische en subtropische zeeën, waardoor de oorspronkelijke oorsprong moeilijk te bepalen is. Om deze reden wordt het in het grootste deel van zijn wereldwijde bereik als cryptogeen (van onbekende oorsprong) beschouwd. Geïntroduceerde populaties zijn bekend uit Mexico, Californië en Hawaï. Deze soort is gemeld uit vaste houtstructuren, panelen, drijfhout en mangroven in tropische en subtropische klimaten, en in het afvalwater van verwarmde elektriciteitscentrales in gematigde wateren. Het is een van de vele scheepswormen die bijdragen aan het snelle doorzeven van hout in tropische en subtropische wateren. De effecten ervan in deze warme wateren zijn moeilijk in te schatten; In sommige gebieden kan het echter grote schade aanrichten aan houten mariene infrastructuur.